# ISO 3166-2:IE
Kódy ISO 3166-2 pro Irsko identifikují 26 hrabství a 4 provincie (stav v roce 2015). První část (IE) je mezinárodní kód pro Irsko, druhá část sestává z jednoho nebo dvou písmen identifikujících hrabství či provincii.

## Seznam kódů

### Provincie
- IE-C Connacht
- IE-L Laighin
- IE-M An Mhumhain
- IE-U Ulster

### Hrabství
- IE-C Cork / Corcaigh (Cork)
- IE-CE Clare / An Clár (Ennis)
- IE-CN Cavan / An Cabhán (Cavan)
- IE-CW Carlow / Ceatharlach (Carlow)
- IE-D Dublin / Baile Átha Cliath (Dublin)
- IE-DL Donegal / Dún na nGall (Lifford)
- IE-G Galway / Gaillimh (Galway)
- IE-KE Kildare / Cill Dara (Naas)
- IE-KK Kilkenny / Cill Chainnigh (Kilkenny)
- IE-KY Kerry / Ciarraí (Tralee)
- IE-LD Longford / An Longfort (Longford)
- IE-LH Louth / Lú (Dundalk)
- IE-LK Limerick / Luimneach (Limerick)
- IE-LM Leitrim / Liatroim (Carrick-on-Shannon)
- IE-LS Laois / Laoighis (Port Laoighis)
- IE-MH Meath / An Mhí (Trim)
- IE-MN Monaghan / Muineachán (Monaghan)
- IE-MO Mayo / Maigh Eo (Castlebar)
- IE-OY Offaly / Uíbh Fhailí (Tullamore)
- IE-RN Roscommon / Ros Comáin (Roscommon)
- IE-SO Sligo / Sligeach (Sligo)
- IE-TA Tipperary / Tiobraid Árann (Clonmel, Nenagh)
- IE-WD Waterford / Port Láirge (Waterford)
- IE-WH Westmeath / An Iarmhí (Mullingar)
- IE-WW Wicklow / Cill Mhantáin (Wicklow)
- IE-WX Wexford / Loch Garman (Wexford)